# Mesophelliaceae
Mesophelliaceae es una familia de hongos trufas del orden Hysterangiales. La familia contiene 8 géneros y 33 especies.

## Géneros
Contiene los siguientes géneros:
- Andebbia
- Castoreum
- Chondrogaster
- Gummiglobus
- Gummivena
- Malajczukia
- Mesophellia
- Nothocastoreum